# Tourailles (Loir-et-Cher)
Tourailles – miejscowość i gmina we Francji, w Regionie Centralnym, w departamencie Loir-et-Cher.
Według danych na rok 1990 gminę zamieszkiwało 149 osób, a gęstość zaludnienia wynosiła 20 osób/km² (wśród 1842 gmin Regionu Centralnego Tourailles plasuje się na 988. miejscu pod względem liczby ludności, natomiast pod względem powierzchni na miejscu 1264.).